# セント・ポール教区 (ドミニカ国)
セント・ポール教区（英語: Saint Paul Parish）は、ドミニカ国の行政教区。島の中西部に位置し、北から時計回りにセント・ジョゼフ教区、セント・デイヴィッド教区、セント・ジョージ教区と接する。面積は65.2平方キロメートル、人口は9,531人（2011年国勢調査）。首都ロゾー（セント・ジョージ教区）と隣接しており、人口は国内で2番目に多い。
2011年国勢調査によると人口が千人以上の区域は4か所あり、北から順にトロー＝ジミット＝ワーナー区域、マオー＝ベルファスト区域、マサカー＝チェックホール区域、ケインフィールド＝モルヌ・ダニエル区域と並ぶ。いずれもカリブ海に面した集落である。またドミニカ国の行政教区では珍しく島の中央部まで道路が通じており、ポン・カスといった集落や島の東海岸へ向かう道路が存在する。中部にある集落の「マサカー」は英語で虐殺を表す単語で、1674年にイギリス人が先住民族のカリブ族を虐殺した事件に由来している。
ロゾーの最寄りの空港であるケインフィールド空港がケインフィールドに所在する。

## 主要都市
行政中心地は存在しない。
- ベルファスト (Belfast)
- キャンベル（英語版） (Campbell)
- ケインフィールド (Canefield) - 同国唯一の半都市型自治体 (Urban Council)
- チェックホール (Checkhall)
- デスポー (Despor)
- ジミット (Jimmit)
- マオー（英語版） (Mahaut)
- マサカー (Massacre)
- モルヌ・ダニエル (Morne Daniel)
- ポン・カス（英語版） (Pont Cassé)
- トロー（ドイツ語版） (Tarreau)
- ワーナー（ドイツ語版） (Warner)